# Jill Yager
Jill Yager (n. 1945) es una zoóloga y espelobuceadora estadounidense. La investigación de Yager se centra en la conservación de cuevas interiores. Descubrió una especie de crustáceo venenoso y también nombró su clase. Yager fue nombrada Científica de Cuevas del Año en 2000 y fue incluida en el Salón de la Fama de las Mujeres Espelobuceadoras en 2000.

## Educación
Recibió su licenciatura de la Universidad Estatal de Colorado, su maestría en Ciencias del Instituto de Tecnología de Florida y su doctorado de la Universidad de Old Dominion.

## Carrera
Después de leer Kon Tiki y Lady with a Spear, se interesó en explorar bajo el agua. Jacques Cousteau, quien concientizó al público sobre el océano, tuvo un impacto en ella. Se inspiró en Jane Goodall, a quien considera «una verdadera heroína». La investigación de Yager se centra en la conservación de las cuevas interiores, enfatizando que las actividades que ocurren por encima de las cuevas, como la deforestación y la contaminación, pueden influir en las cuevas mismas. Comenzó su investigación a mediados de la década de 1970 mientras residía en las Bahamas. Comenzó a bucear en cuevas allí mientras trabajaba como profesora de biología en la escuela secundaria.
En 1979, descubrió la especie de crustáceo venenoso Speleonectes lucayensis y también nombró su clase como Remipedia. Remipedia significa «pies de remo». Los crustáceos se parecen a los ciempiés. La clase se conocía originalmente a partir de las especies fósiles Tesnusocaris goldichi y Cryptocaris hootchi, pero no se agregaron a Remipedia hasta 1991. Encontró los crustáceos en una cueva submarina que está conectada con Gran Bahama, conocida como la Caverna Lucayan. El descubrimiento del nuevo crustáceo por parte de Yager apareció como parte del tercer segmento de David McCullough del especial de televisión del Smithsonian World «Where None Has Gone Before». Participó en un documental japonés filmado en México y trabajó en varios especiales para PBS. Durante su viaje a Cuba en agosto de 1999, Yager grabó una serie de televisión de National Geographic titulada Sea Stories.
Es investigadora asociada en el Museo Nacional de Historia Natural y miembro de la Sociedad Espeleológica Nacional. En Antioch College, fue profesora de zoología, ecología y ciencias ambientales desde septiembre de 1989 hasta junio de 2007.

## Premios y reconocimientos
Fue nombrada Científica de Cuevas del Año en 2000, y fue incluida en el Salón de la Fama de las Mujeres Buceadoras en 2000. Recibió el Premio del Karst Waters Institute en 2000.
En 1988, la especie de camarón de cueva Yagerocaris cozumel recibió el nombre de Yager.